# Berenice Sira
Berenice Syra era filha de Ptolemeu II Filadelfo e Arsínoe, esposa do monarca Selêucida Antíoco II Theos, na moderna Síria.
Antíoco II Theos, em um acordo com Ptolomeu II para selar a paz após a 2ª Guerra Síria (249 a.C.), acertou seu casamento com a princesa Berenice, se divorciando de sua então esposa, a rainha Laódice, transferindo assim, a sucessão para os filhos de Berenice.
Laódice foi exilada em Éfesos, mas continuou fomentando inúmeras intrigas na tentativa de recuperar a coroa, até que em 246 a.C, após a morte de Ptolomeu, Antíoco repudiou Berenice, a deixando sozinha com seu filho Antíoco em Antioquia, tomando de volta Laódice como esposa e rainha. Laódice aproveitou a volta do marido para instantaneamente o envenenar, e em seguida matou Berenice e o seu filho, dando início à 3ª Guerra Síria, contra Ptolomeu III, irmão de Berenice.